# Кавінду Ішан
Ланда Хеваж Кавінду Ішан або просто Кавінду Ішан (нар. 17 грудня 1992) — ланкіський футболіст, нападник клубу «Ейр Форс».

## Кар'єра гравця
Футбольну кар'єру розпочав у 2010 році в клубі «Дон Боско». Через два роки Ішан перейшов в інший місцевий клуб «Ейр Форс».

## Кар'єра в збірній
З 2013 року Кавінду Ішан викликається до національної збірної Шрі-Ланки. На даний час за неї провів 18 матчів, в яких відзначився 1-м голом.

### Голи за збірну
| Гол | Дата             | Місце                                   | Суперник | Рахунок | Результат | Змагання                    |
| --- | ---------------- | --------------------------------------- | -------- | ------- | --------- | --------------------------- |
| 1.  | 9 дистопада 2016 | Саравак Стейт Стедіум, Кучинг, Малайзія | Макао    | 1–0     | 1–1       | Кубок Солідарності АФК 2016 |